# Aeolopetra
Aeolopetra là một chi bướm đêm thuộc họ Crambidae.